# 삼신초등학교
삼신초등학교(三新初等學校)는 대한민국 울산광역시 남구 삼산동에 있는 공립 초등학교이다.

## 학교 연혁
- 1989년 11월 16일 : 설립인가
- 1991년 3월 1일 : 25학급 편성(학생 수 1,112명) 개교
- 1996년 9월 1일 : 백합초등학교 분리(학생 수 656명)
- 1999년 10월 22일 : 교육부 시범학교 운영(에너지 절약 교육) 공개보고
- 2000년 3월 1일~2004년 2월 29일 : 진주교육대학교 대용부설초등학교로 지정
- 2006년 3월 1일~2008년 2월 29일 : 울산광역시교육청 지정 시범학교 운영(문화유산교육)
- 2010년 3월 10일~2011년 2월 28일 : 울산광역시교육청 지정 선도학교 운영(2009년 개정 교육과정)
- 2012년 3월 1일~2013년 2월 28일 : 울산광역시교육청 지정 2009년 개정 교육과정 정책연구학교 운영
- 2014년 3월 1일 : 부산교육대학교 교육실습협력학교 운영
- 2015년 2월 26일 : 제24회 졸업
- 2015년 3월 1일 : 제10대 이창균 교장 취임
- 2015년 3월 1일 : 42학급 편성(특수학급 포함)

## 참고 자료
- 삼신초등학교 - 한국교육학술정보원 학교알리미